# Белиш
Бели́ш (болг. Белиш) — село в Ловецькій області Болгарії. Входить до складу общини Троян.

## Населення
За даними перепису населення 2011 року у селі проживали 218 осіб.
Національний склад населення села:
| Національність   | Кількість осіб | Відсоток |
| ---------------- | -------------- | -------- |
| болгари          | 206            | 94,5%    |
| турки            | 9              | 4,1%     |
| Всього відповіли | 218            |          |

Розподіл населення за віком у 2011 році:
Динаміка населення: